# Tuskaft

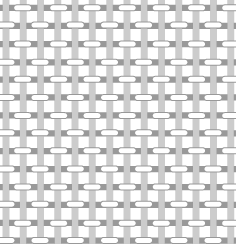
Trådarnas principiella placering i tuskaft.

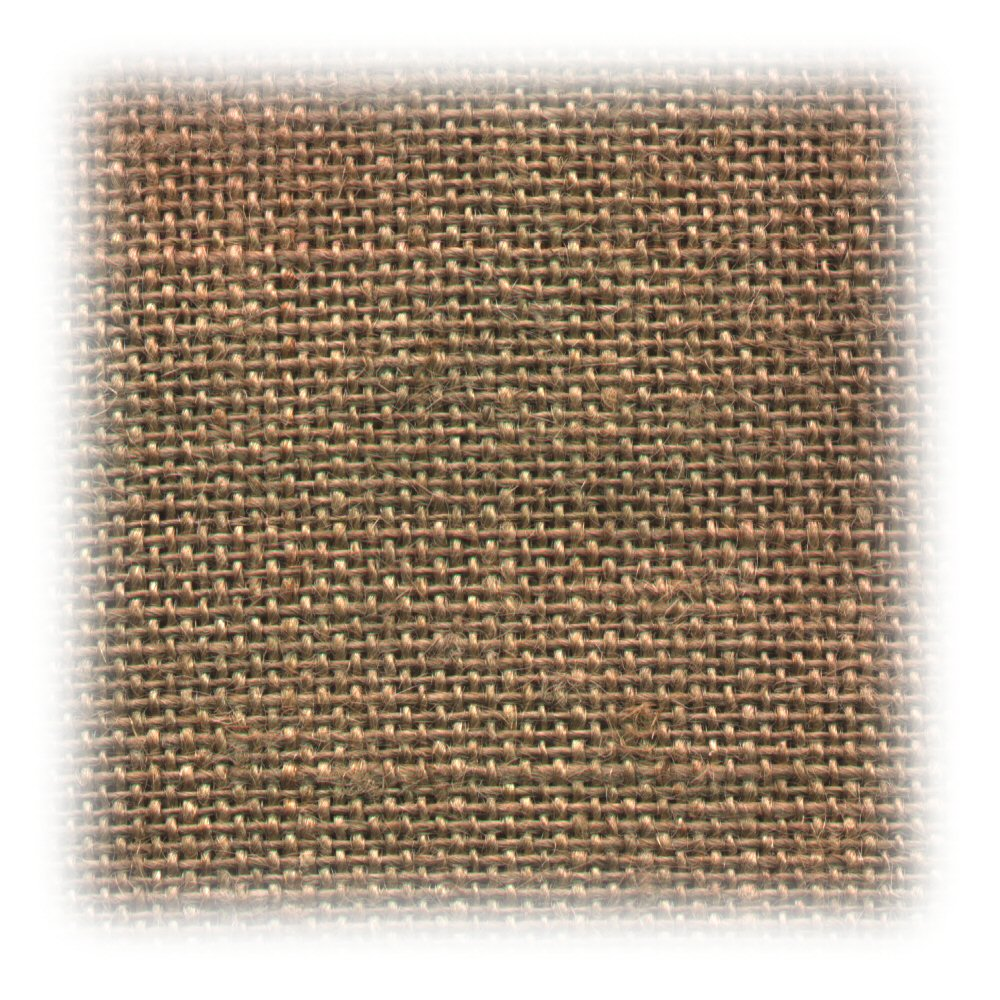
Gles tuskaftsväv av jute.

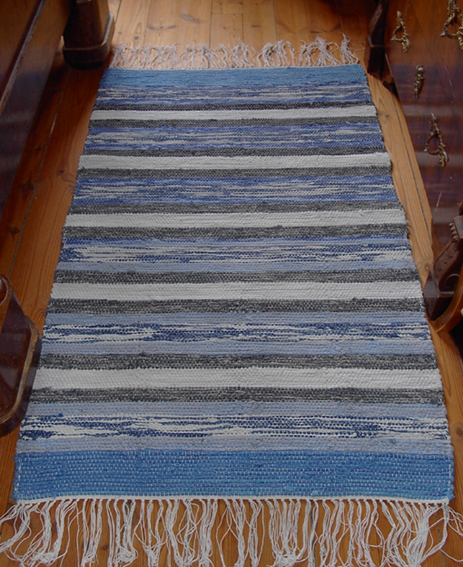
Trasmatta i tuskaft.

Tuskaft (tvåskaft) är en bindningstyp som används vid vävning. I tuskaft använder man endast två solvskaft som höjer och sänker varptråden med hjälp av två trampor. Tuskaft räknas tillsammans med kypert och satin till de tre grundläggande bindningarna. Av dessa tre ger tuskaftet den tätaste och slitstarkaste bindningen.
I tuskaft används ofta samma sorts garn till såväl varp som väft (inslaget).
Beroende på material kallas tuskaft för domestik (bomull), lärft (linne) eller taft (silke). Beteckningen tuskaft används huvudsakligen i samband med handvävning, till skillnad från den industriella vävningen inom textilindustrin. 
Panama är en grövre variant av tuskaft, där två trådar följs åt i både varp- och inslagsriktning, även ripsbidning är en variant av tuskaft. Tuskaft används också som grundbindning för flera typer av starkt mönstrade vävar, som till exempel gobelängformerna flamskväv och röllakan.
Tuskaft hör till de allra äldsta bindningssystemen och kunde utan problem vävas även på de stående vävstolar som använts sedan långt före Kristi födelse och fram till 1700-talet i Skandinavien (då golvvävstolen - i vissa fall kallad trampvävstol - nådde ut bland allmogen). Med en datering till 7 000 f Kr finns två avtryck i lera föreställande tyg av tuskaft respektive tvist (panama). De är funna i nordöstra Irak. I Norden finns tuskaft belagt sedan bronsåldern genom gravfynd i Danmark.
Det är ganska vanligt att man sätter upp tuskaft på fyra skaft. Då ansluts skaft ett (det bakersta skaftet i vävstolen) och skaft tre till första trampan och skaft två och fyra till den andra trampan. Anledningen är att man därmed minskar nötningen på varptrådarna, och att det blir lättare att få ett bra skäl att föra in inslagstråden genom.
Andra vävtekniker, som använder mer än två skaft, till exempel rosengångsvävar (dock inte i bunden rosengång), munkabälte och daldräll kombineras ofta med inslag av tuskaft för att binda mönstertrådarna. Då används ofta två extratrampor enbart till tuskaft. Alternativet är att dubbeltrampa, det vill säga trampa ner två trampor samtidigt.